# 卢纳
卢纳，是西班牙阿拉贡自治区萨拉戈萨省的一个市镇。 总面积309平方公里，总人口897人（2001年），人口密度3人/平方公里。